# Décennie 1350 en arts plastiques
Chronologie des arts plastiques
Années 1340 - Années 1350 - Années 1360

## Réalisations
- 1349-1359  : Andrea Orcagna réalise le tabernacle ciborium pour l'église d'Orsanmichele à Florence[1].

- 1352 : Tommaso da Modena réalise une série de quarante portraits des dignitaires de l'ordre dominicain, dans la salle du chapitre du couvent de l'église San Nicolò de Trévise[2].

- 1354-1357 : retable pour la chapelle Strozzi à Santa Maria Novella à Florence, d’Andrea Orcagna (le Christ glorieux parmi les anges et les saints)[3].
- Vers 1355-1367 : le peintre tchèque Maître Théodoric réalise les cent vingt-neuf tableaux de la chapelle de la Sainte-Croix au château de Karlštejn[4].
- 1358-1362 : Andrea Orcagna, maître d’œuvre de la cathédrale d'Orvieto, réalise des mosaïques pour sa façade[5].

## Naissances
- Vers 1350 :
  - Agnolo Gaddi, peintre italien de l'école florentine.
  - Spinello Aretino, peintre italien.
  - Lorenzo di Bicci, peintre italien.
- 1351 : Antonio Baboccio da Piperno, sculpteur, orfèvre et peintre italien.
- 1352 : Lippo Dalmasio, peintre italien de l'école bolonaise. .
- Vers 1355 : Claus Sluter, sculpteur originaire des Pays-bas.

## Décès
- 1350 : Stefano Fiorentino, peintre italien.
- 1354 : 
  - Huang Gongwang, peintre chinois.
  - Wu Zhen, peintre chinois.
- 1356 : Lippo Memmi, peintre italien de l'école siennoise.
- 1357 : Évrard d'Orléans, sculpteur, peintre et architecte français, né avant 1290.
- 1358 : Jacopo di Casentino, peintre italien.
- 1359 : Wang Mian, peintre chinois.